# Jacques de Maleville
Jacques de Maleville (Domme, 19 giugno 1741 – Domme, 22 novembre 1824) è stato un giurista e politico francese.
Fu uno dei redattori del Codice napoleonico.